# Anna Roslund
Hilda Anna Hedvig Elisabeth Roslund(-Aagaard), född 3 mars 1891 i Karlskrona, död 8 mars 1945 i Köpenhamn begravd i Landskrona, var en svensk författare och gymnastikdirektör. Hon var gift med läkaren Carl Gustav Budde-Lund (1877–1940) i Köpenhamn och från 1922 med konstnären Carl Trier Aagaard.

## Biografi
Anna Roslund växte upp i en prästfamilj i Skåne. Hennes föräldrar var prästen Frithiof Roslund (1852–1933) och Hilda Wendela Smith (1861–1947), som kom från en förmögen och inflytelserik skånsk köpmansfamilj. Morfadern Carl Smith var grosshandlare och redare i Trelleborg. Anna Roslunds syster var konstnären, konstsamlaren och författaren Nell Walden (1889–1975). Via Walden lärde Anna Roslund känna den tyska konstnären Gabriele Münter som vistades i Skandinavien under det första världskriget. Münter målade 1917 ett porträtt av Anna Roslund som idag finns i New Walk Museum & Art Gallery, Leicester.
Anna Roslund gav på svenska ut Den fattiges glädje (1915), Miniatyrer (1923), barnboken Katthistorier (1924, med illustrationer av Lissen Ewald) och Guldkorset (1925). Vejen ender ved Havet: Fortælling fra Skaane publicerades på danska 1945.